# بلشزار (رواية)
بلشزار هي رواية تاريخية بقلم إتش هنري رايدر هاجارد تدور أحداثها في مدينة بابل القديمة . تمت كتابتها في عام 1924 ،  وانتهى من كتابتها قبل بوقت قصير وفاته. 

## تاريخ النشر
تم نشر الرواية بعد وفاته.  تم رفضه من قبل ناشر هاغارد هاتشينسون ، ونشرت الطبعة الأولى في المملكة المتحدة من قبل دار ستانلي بول وشركاه المحدودة ، لندن ، في سبتمبر 1930. أعيد إصداره في عام 1931.
تم نشر الطبعة الأمريكية الأولى من قبل دوبليداي ، دوران وشركاه، بنيويورك، في نفس العام.   تم إصدار طبعة ذات غلاف ورقي تجاري بواسطة مطبعة ولدساد في مارس 2001.

## نبذة قصيرة عن الرواية
راموس هو نسل فرعون مصري وامرأة يونانية. نشأ في حياة الرفاهية ، انطلق في حياة المغامرة التي أدت به إلى سقوط بابل على يد الإمبراطورية الفارسية تحت حكم كورش. ويسعى راموس لإنقاذ زوجته ميرا من ملك بابل.

## روابط خارجية
- كتاب كامل في فري ريد